# Língua khorta
Khortha (também romanizado como Kortha ou Khotta) é uma língua considerada dialeto da língua magaí falada no estado indiano de Jharkhand, principalmente em 16 distritos de duas divisões: Chotanagpur Norte e Santhal Pargana. Os 13 distritos são Hazaribagh, Koderma,  Giridih, Bokaro, Dhanbad, Chatra, Ramgarh, Deoghar, Dumka, Sahebganj, Pakur, Godda e Jamtara. Khortha não é falado apenas pelo povo Sadan, também é usado pelos Adivasi. É a língua mais falada de Jharkhand, e considerado um dialeto do Magai por linguistas, Grierson a chamou isso de Magai oriental.
A língua usa a escrita Devanagari.

## Amostra de texto
Marcos 3:35
काहे के जे कोई परमेसर के इछा पर चले सेइ हमर भाइ बहोन आर माय हेक।
Transliteração
kahe ke je koi parmesar ke ica par chale sei hamar bhai bahon ar may hek.
Português
Pois qualquer que fizer a vontade de Deus, esse será meu irmão e minha irmã e minha mãe.